# Parahemionitis cordata
Parahemionitis cordata är en kantbräkenväxtart som först beskrevs av William Roxburgh, William Jackson Hooker och Grev., och fick sitt nu gällande namn av Fraser-jenkins. Parahemionitis cordata ingår i släktet Parahemionitis och familjen Pteridaceae. Inga underarter finns listade.